# Совместное предприятие
Совместное предприятие (СП) — форма участия страны в международном разделении труда путём создания предприятия (юридического лица) на основе совместно внесённой собственности участниками из разных стран, совместного управления, совместного распределения прибыли и рисков. Является формой совместного предпринимательства в сфере международных экономических отношений
.

## История
Термин стал популярен в СССР в конце 1980-х годов в ходе экономической реформы, одним из направлений которой было предоставление большей самостоятельности предприятиям, организациям, фирмам, органам управления.
Принципиально вопрос о возможности создания СП был решён в постановлениях ЦК КПСС Совета Министров СССР от 19 августа 1986 года № 991 «О мерах по совершенствованию управления внешнеэкономическими связями» и № 992 «О мерах по совершенствованию управления экономическим и научно-техническим сотрудничеством с социалистическими странами». Позднее более подробно вопросы создания и деятельности совместных предприятий на территории СССР были определены в указе Президиума Верховного Совета СССР от 13 января 1987 года «О вопросах, связанных с созданием на территории СССР и деятельностью совместных предприятий, международных объединений и организаций с участием советских и иностранных организаций, фирм и органов управления», а также в постановлениях Совета Министров СССР от 13 января 1987 года № 48 «О порядке создания на территории СССР и деятельности совместных предприятий, международных объединений и организаций СССР и других стран-членов СЭВ» и № 49 «О порядке создания на территории СССР и деятельности совместных предприятий с участием советских организаций и фирм капиталистических и развивающихся стран».
По мере развития экономических процессов в СССР и на постсоветском экономическом пространстве, с принятием новых законодательных актов на смену термину «совместное предприятие» пришёл другой термин «предприятие с иностранными инвестициями» (ПИИ), что нашло своё отражение в законе РФ «Об иностранных инвестициях в Российской Федерации».

## Цели создания совместного предприятия
1. Более полное насыщение рынка страны-места нахождения СП товарами, услугами, являющимися предметом деятельности совместного предприятия.
2. Привлечение в страну передовых технологий, управленческого опыта, дополнительных материальных и финансовых ресурсов.
3. Расширение экспортной базы
4. Сокращение импорта за счёт выпуска импортозамещающей продукции
5. Расширение рынков сбыта
6. Оптимизация налогообложения.
7. Другие цели и задачи участников совместного предприятия и страны — места нахождения СП.

## Последовательность этапов по созданию совместного предприятия
1. Определение целей создания совместного предприятия.
2. Анализ показателей потенциального совместного предприятия: затраты, прибыль, рентабельность, окупаемость вложений и др.
3. Поиск и выбор иностранного партнёра или партнёров.
4. Подготовка и подписание протокола о намерениях.
5. Разработка технико-экономического обоснования создания СП.
6. Подготовка проектов учредительных документов.
7. Согласование предложений о создании совместного предприятия в органах государственной власти, если это необходимо по законодательству страны-местонахождения будущего СП.
8. Подписание учредительных документов о создании совместного предприятия
9. Регистрация совместного предприятия в соответствии с законодательством страны-места нахождения СП.

## Опыт создания совместных предприятий
Одним из примеров успешного СП можно привести советско-западно-германское СП КОМПАН, производившее в конце 1980-х — начале 1990-х под эгидой Академии Наук СССР одноимённые персональные компьютеры. В самой ФРГ эти компьютеры не применялись из-за наличия в производстве собственных моделей ПЭВМ.